# Diocesi di San Carlos
La diocesi di San Carlos (in latino Dioecesis Sancti Caroli Borromeo) è una sede della Chiesa cattolica nelle Filippine suffraganea dell'arcidiocesi di Jaro. Nel 2022 contava 980.732 battezzati su 1.146.519 abitanti. È retta dal vescovo Gerardo Alimane Alminaza.

## Territorio
La diocesi comprende:
- 1 città e 3 municipalità nella provincia filippina di Negros Oriental: Canlaon, Guihulngan, La Libertad e Vallehermoso;
- 4 città e 4 municipalità nella provincia filippina di Negros Occidental: San Carlos, Escalante, Cadiz, Sagay, Manapla, Toboso, Calatrava, Salvador Benedicto.

Sede vescovile è la città di San Carlos, dove si trova la cattedrale di San Carlo Borromeo.
Il territorio si estende su 3.041 km² ed è suddiviso in 37 parrocchie.

## Storia
La diocesi è stata eretta il 30 marzo 1987 con la bolla Certiores quidem facti di papa Giovanni Paolo II, ricavandone il territorio dalle diocesi di Bacolod e di Dumaguete.

## Cronotassi dei vescovi
Si omettono i periodi di sede vacante non superiori ai 2 anni o non storicamente accertati.
- Nicolas Mollenedo Mondejar † (21 novembre 1987 - 25 luglio 2001 ritirato)
- Jose Fuerte Advincula (25 luglio 2001 - 9 novembre 2011 nominato arcivescovo di Capiz)
- Gerardo Alimane Alminaza, dal 14 settembre 2013

## Statistiche
La diocesi nel 2022 su una popolazione di 1.146.519 persone contava 980.732 battezzati, corrispondenti all'85,5% del totale.
| anno | popolazione | popolazione | popolazione | presbiteri | presbiteri | presbiteri | presbiteri                | diaconi | religiosi | religiosi | parrocchie |
| anno | battezzati  | totale      | %           | numero     | secolari   | regolari   | battezzati per presbitero | diaconi | uomini    | donne     | parrocchie |
| ---- | ----------- | ----------- | ----------- | ---------- | ---------- | ---------- | ------------------------- | ------- | --------- | --------- | ---------- |
| 1990 | 620.342     | 726.411     | 85,4        | 37         | 27         | 10         | 16.766                    |         | 27        | 16        | 25         |
| 1999 | 701.433     | 836.697     | 83,8        | 43         | 40         | 3          | 16.312                    |         | 13        | 30        | 26         |
| 2000 | 770.450     | 904.257     | 85,2        | 44         | 42         | 2          | 17.510                    |         | 7         | 34        | 24         |
| 2001 | 785.641     | 906.772     | 86,6        | 43         | 41         | 2          | 18.270                    |         | 7         | 21        | 26         |
| 2002 | 822.473     | 947.654     | 86,8        | 55         | 43         | 12         | 14.954                    |         | 20        | 19        | 20         |
| 2003 | 832.963     | 949.313     | 87,7        | 57         | 45         | 12         | 14.613                    |         | 12        | 23        | 21         |
| 2004 | 725.319     | 853.236     | 85,0        | 56         | 44         | 12         | 12.952                    |         | 11        | 25        | 22         |
| 2010 | 840.000     | 949.000     | 88,5        | 66         | 53         | 13         | 12.727                    |         | 45        | 41        | 31         |
| 2014 | 905.896     | 1.090.631   | 83,1        | 78         | 64         | 14         | 11.614                    |         | 53        | 31        | 33         |
| 2017 | 933.675     | 1.098.440   | 85,0        | 86         | 70         | 16         | 10.856                    |         | 69        | 22        | 33         |
| 2020 | 953.530     | 1.137.266   | 83,8        | 96         | 71         | 25         | 9.932                     |         | 72        | 35        | 34         |
| 2022 | 980.732     | 1.146.519   | 85,5        | 104        | 89         | 15         | 9.430                     |         | 65        | 37        | 37         |